# Guerre germano-polonaise (1002-1018)
Pour les articles homonymes, voir Guerre germano-polonaise (homonymie).
 (décembre 2023).
Si vous disposez d'ouvrages ou d'articles de référence ou si vous connaissez des sites web de qualité traitant du thème abordé ici, merci de compléter l'article en donnant les références utiles à sa vérifiabilité et en les liant à la section « Notes et références ».
Batailles
Siège de Niemcza
La guerre germano-polonaise se déroula de 1002 à 1018 entre le roi germanique Henri II, couronné empereur en 1014, et Boleslas Ier le Vaillant, duc de Pologne. Le contrôle de la Lusace, du pays de Milceni (la future Haute-Lusace), de la Bohême, la Moravie et la Slovaquie sont à l'origine du conflit. Les combats prennent fin avec le traité de Bautzen conclu le 30 janvier 1018, qui laisse la partie orientale de la Lusace et la Haute-Lusace à la Pologne. La Bohême devient définitivement un duché vassal du Saint-Empire.

## Contexte

Les marches de l'Est saxonnes vers l'an mil.

L'histoire écrite de la Pologne remonte à l'an 963, lorsque le duc Mieszko Ier lutte contre le noble saxon Wichmann le Jeune et est mentionné comme un dirigeant capable par le chroniqueur Widukind de Corvey. En 965, il se marie avec Dubravka, une fille du duc Boleslav Ier de Bohême. Son baptême selon le rite romain, l'année suivante, est à la base de la christianisation de la Pologne protégeant le pays contre l'évangélisation en provenance de ses voisins, notamment des margraves de la marche de l'Est saxonne. Le diocèse de Poznań créé en 968 aurait été directement subordonné au Saint-Siège et non aux archevêques et de Magdebourg. 
Grâce à l'alliance avec le duché de Bohême, Mieszko pouvait vaincre Wichmann. En 972, il a repoussé une attaque du margrave Odo Ier à la bataille de Cedynia. L'empereur Otton Ier a demandé l'arrêt immédiat des combats et a cité les combattants à la diète de Quedlinbourg, où une paix fut conclue. Plus tard, cependant, le mariage de Mieszko et sa seconde épouse Oda, fille du margrave Dietrich d'Haldensleben, en 978 a suscité un conflit ouvert avec la Bohême. En 986, Mieszko a rendu hommage au jeune roi Otton III ; néanmoins, en 991, au seuil de sa vie, il a placé l'État polonais des Piast sous la protection du pape, comme le prouve le Dagome Iudex.
Boleslas Ier le Vaillant (en polonais : Bolesław I Chrobry), le fils aîné et successeur de Mieszko, cherche au début à assurer à la Pologne une position solide aux côtés du Saint-Empire en menant une politique de paix et d'alliances. Le congrès de Gniezno, une réunion de Boleslas et l'empereur Otton III en l'an mil, conduit à la création de l'archidiocèse de Gniezno en tant qu'une province ecclésiastique autonome de l'Église catholique en Pologne. Néanmoins, la mort prématurée d'Otton III en janvier 1002 met fin aux relations de bon voisinage. Aux yeux du nouveau roi Henri II, la Pologne n'était qu'un État vassal, ce qui a radicalement modifié les relations des deux pays.

## Le conflit
La confrontation entre Boleslas et Henri II peut être divisée en trois phases :

### 1002-1005

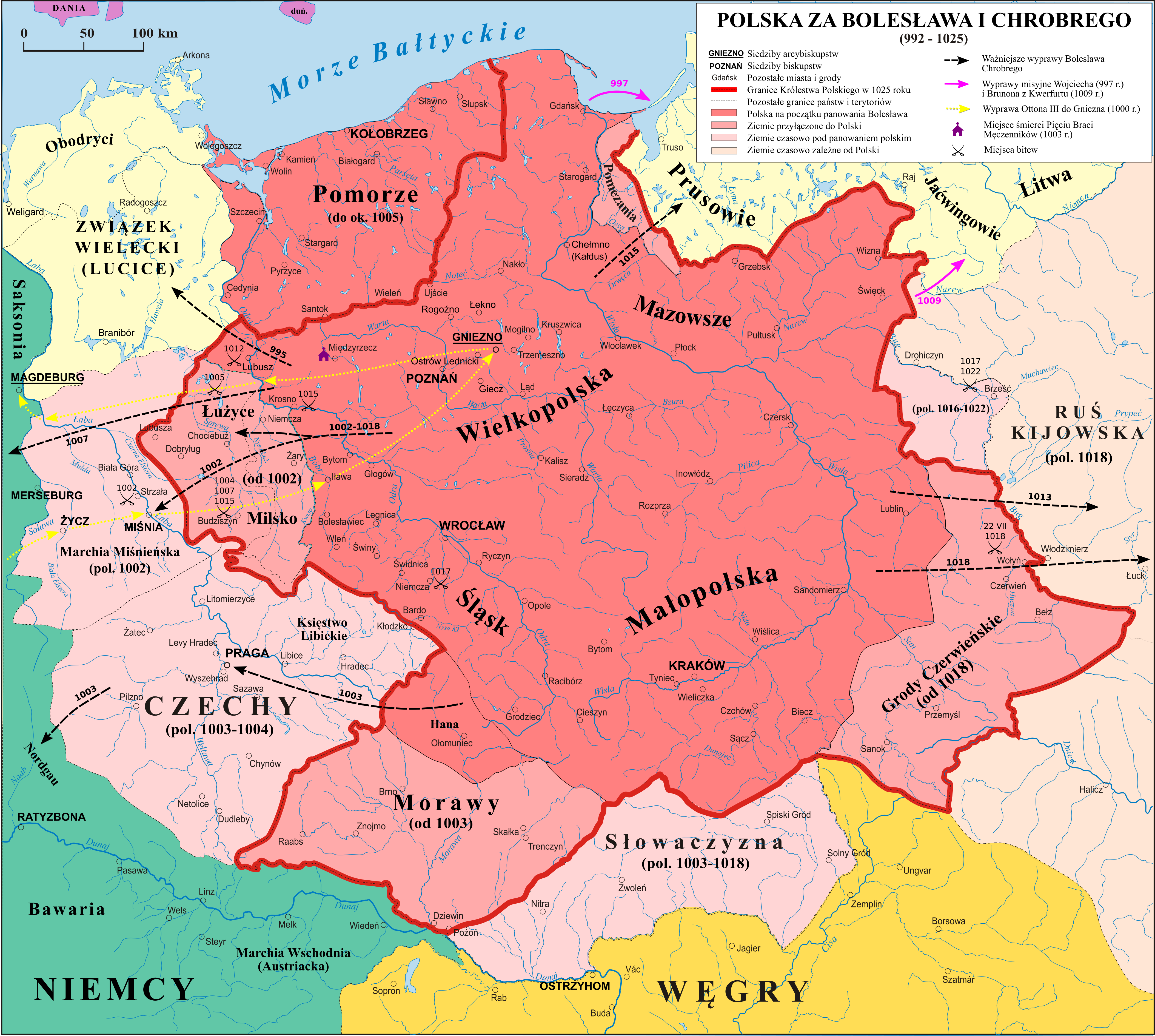
La Pologne sous le règne de Bolesław Ier le Vaillant (992-1025).

Après la mort d'Otton III, son parent Henri IV, issu d'une branche cadette des Ottoniens, a prétendu avoir droit à la succession. Il y a cependant plusieurs candidats à l'élection en tant que roi des Romains. Boleslas soutient la candidature du margrave Ekkehard Ier de Misnie pour le trône germanique, mais en avril, ce dernier est assassiné et Henri est élu roi le 7 juin à Mayence. 
Les fils d'Ekkehard, Hermann et Ekkehard II ont appelé Boleslas à l'aide. Profitant de la lutte pour le pouvoir dans le Saint-Empire, le duc cherchait à étendre son influence sur les territoires au-delà les limites occidentales de la Pologne, en s'appuyant sur un mariage antérieur avec Heminilde, fille du margrave Rikdag de Misnie, et son mariage actuel avec la princesse slave Emnilda de Lusace. Après une rencontre avec le roi Henri II à Mersebourg en juillet, Boleslas est attaqué mais parvient à s'échapper avec l'aide du duc Bernard Ier de Saxe, du comte Henri de Schweinfurt et de plusieurs nobles allemands. Même si la thèse d'un attentat orchestré par Henri n'est pas clairement établie (le chroniqueur Dithmar rejette toutes les accusations), Boleslas en demeure persuadé. Il est vrai que l'empereur n'a rien fait pour le protéger, ni pour punir les agresseurs.
Sur le chemin de retour, le duc polonais mis le feu au château de Strehla dans la marche de Misnie ; plus tard dans l'année, ses forces attaquèrent en Lusace. Ils trouvent une aide dans le comte Henri de Schweinfurt, dont tous les espoirs de succéder au duché de Bavière se sont révélés vains, et de nombreux nobles saxons mécontents face à l'entente stratégique de Henri II avec la fédération païenne des Lutici. En échange, le souverain fit arrêter le margrave Gunzelin de Misnie et décida de renouveler l'alliance avec les ducs de Bohême. 
Depuis, Boleslas a profité des troubles politiques en Bohême : le duc Boleslav III, engagé dans une bataille acharnée avec ses frères, avait été renversé en 1002. Après que son rival Vladivoj décède en janvier 1003, il a continué à miner sa position en ordonnant le massacre des nobles de premier plan. Ceux qui survivent au massacre envoient des messagers à Boleslas et le supplient de leur venir en aide. Le duc polonais accepte volontiers, et invite Boleslav III à lui rendre visite à son château de Cracovie. Pris au piège, Boleslav est aveuglé et emprisonné. Boleslas Ier revendique alors le trône pour lui-même, envahit la Bohême et prend Prague sans opposition sérieuse. En 1004, toutefois, Henri II reprend le dessus en plaçant Jaromir sur le trône. 
Les combats ne s'arrêtent qu'en 1005, avec un cessez-le-feu convenu à Poznań. Boleslas renonce à ses conquêtes antérieures.

### 1007-1013
En 1007, Boleslas, qui pressent une nouvelle attaque d'Henri, reprend le contrôle de la Lusace et de Misnie. Après plusieurs campagnes infructueuses, Henri est rappelé par une révolte en Lotharingie, laissant Boleslas s’emparer de Lubusz, coupée de l’Ouest par une crue de l'Elbe, une autre paix est convenue à Mersebourg en 1013. Cette fois, Boleslas conserve ses conquêtes et reçoit une aide pour son expédition contre la Rus' de Kiev. En retour, Boleslas promet de soutenir la candidature d'Henri dans l'accession au trône du Saint-Empire et une aide dans ses campagnes d'Italie, contre Arduin d’Ivrée qui s'est autoproclamé roi d’Italie.

### 1013-1018
Après Mersebourg, Boleslas renonce à soutenir Henri en Italie et refuse également de reconnaître la Lusace et la Misnie comme fiefs impériaux. En 1015 Henri, soutenu par des tribus slaves païennes, lance une expédition armée et tente de s'introduire en Grande-Pologne, mais il est arrêté sur les rives de l'Oder, à Krosno, par les troupes de Boleslas. En 1017 Henri renouvelle sa campagne et assiège Niemcza, mais la ville résiste et Henri est finalement contraint de battre en retraite.
En janvier 1018 un traité de paix est conclu à Bautzen, qui laisse la Lusace et la Haute-Lusace à Boleslas. Le chroniqueur contemporaine de l'époque, Thietmar de Mersebourg ne donne pas les détails du traité et les historiens divergent dans leurs interprétations. On ne sait donc pas si ces régions sont réaccordées à Boleslas comme fiefs impériaux, ou s'il les obtient en pleine souveraineté. Henri II ne renouvèle pas ses campagnes contre Boleslas et par la suite la paix est confirmée par le mariage du duc de Pologne avec Oda de Misnie, fille d'Ekkehard Ier de Misnie.

## Sources
- (en) Cet article est partiellement ou en totalité issu de l’article de Wikipédia en anglais intitulé « German–Polish War (1002–18) » (voir la liste des auteurs).